# 儀我壮一郎
儀我 壮一郎（ぎが そういちろう、1919年12月7日 - 2009年12月8日）は、日本の経済学者。商学博士（大阪市立大学・論文博士・1970年）（学位論文「中国社会主義企業の研究」）。大阪市立大学名誉教授。

## 来歴
陸軍軍人・儀我誠也の長男。東京帝国大学経済学部卒。大阪市立大学助教授、教授、1970年「中国社会主義企業の研究」で商学博士（大阪市立大学）の学位を取得。1983年定年退官、専修大学教授。1990年常葉学園浜松大学教授。1996年退職。張学良と交友があった。

## 著書
- 現代中国の企業形態 森山書店、1959. 経営学叢書
- 現代日本の独占企業 ミネルヴァ書房、1962
- 中国の社会主義企業 ミネルヴァ書房、1965
- 転換期の日本企業 同文館出版、1980.7. 叢書・転換期の企業
- 多国籍企業 その規制と国有化 青木書店、1981.10. 青木現代叢書
- 薬の支配者 新日本出版社、2000.1

## 共編著
- 現代企業形態論 上林貞治郎、井上清共著. ミネルヴァ書房、1962
- 中国革命史 太平天国から人民公社へ 池田誠、松野昭二共著 法律文化社、1965. 市民教室
- 中国の国民生活 山下竜三、梅川勉共著. 法律文化社ｍ1965. 市民教室
- 現代の企業形態 林昭共著. 世界書院、1970.4. 現代経営学双書
- 現代企業形態の研究 編. ミネルヴァ書房、1971
- 現代企業論 編. 汐文社、1972
- 入門経営学叢書. 2.企業形態 編 法学書院、1976
- 転換期の「多国籍企業」 井上清共編著 ミネルヴァ書房、1977.10. 講座経営経済学
- 現代企業と国有化問題 編. 世界書院、1978.1. 経済学叢書
- 経営経済学の基本問題 編著. ミネルヴァ書房、1979.12
- 老人福祉と老人医療 吉田秀夫共編. 法律文化社、1981.9. 選書転換期の福祉と医療
- 公企業の国際比較 編. 青木書店、1982.5
- 武田薬品・萬有製薬「メルク」 新薬開発と薬害根絶に直面する製薬企業 上田広蔵、蔵本喜久共著 大月書店 1996.11 日本のビッグ・ビジネス